# Högås, Uddevalla kommun
Högås är en kyrkby i Högås socken, väster om tätorten Uddevalla, i Uddevalla kommun. Från 2015 avgränsar SCB här en småort.
Här ligger Högås kyrka.